# Подземный город

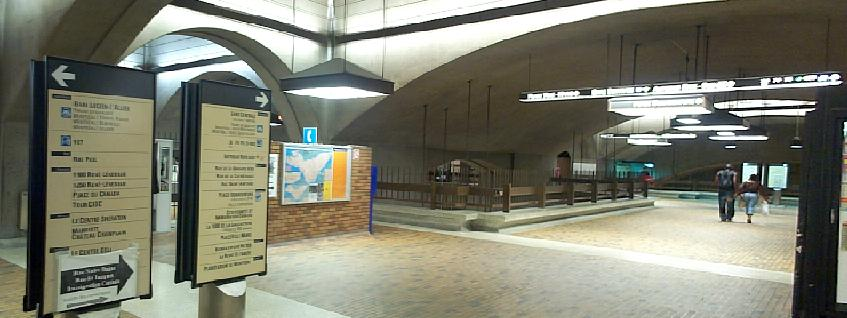
Часть подземного города RÉSO в Монреале

Подземный город представляет собой ряд связанных между собой подземных сооружений, как естественных (например, пещеры), так и искусственных (например, туннели), которые могут служить: бомбоубежищем, местом для жизни, работы или шоппинга, транспортной системой, мавзолеем, винным или складским погребом; подземной цистерной для хранения пресной воды и т. д.
Данный термин также относится к сетям туннелей, которые соединяют между собой здания под уровнем улицы, в которых могут размещаться офисные помещения, торговые центры, станции метро, театры и другие достопримечательности. Эти туннели обычно могут быть легко доступны пешеходам через общественные пространства любых соединённых между собой данными туннели зданий, и иногда также могут иметь отдельные входы. Это последнее определение охватывает многие современные системы подземных городов.
Подземные города особенно эффективны в городах с очень холодным или жарким климатом, потому что они позволяют общественным пространствам быть легко доступными для пешеходов круглый год независимо от погоды. 

Система подземного города схожа с надземной системой Skyway (мостовые переходы между домами) и частично может быть с ней связана.

## По странам

### Канада

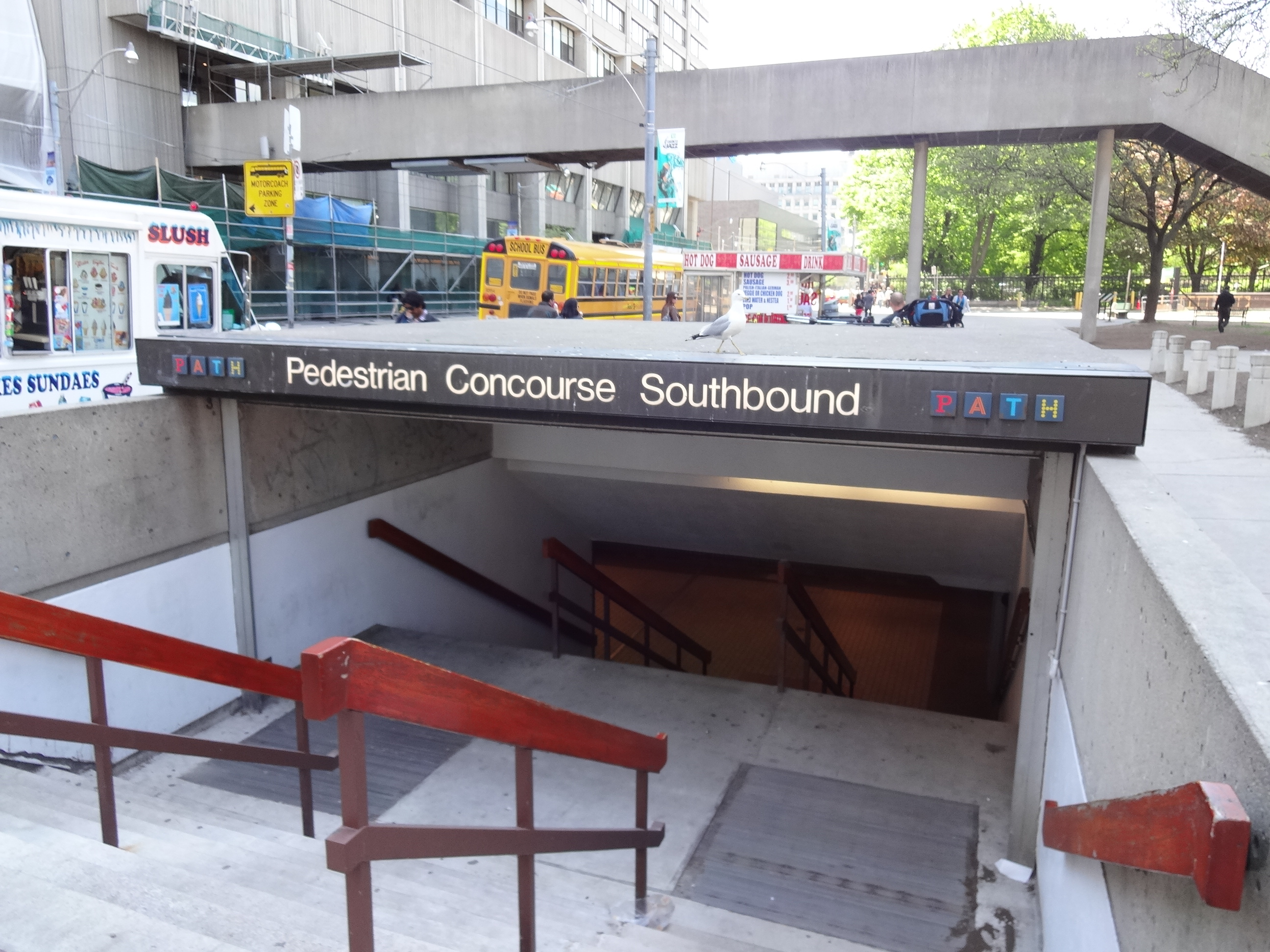
Вход в подземный город PATH (Торонто) в Торонто.

Холодный северный континентальный климат Канады привёл к достаточно широкому распространению подземных городов в стране.
- В Калгари находится одна из самых обширных в мире систем Skyway, система +15[англ.]. Протяжность сети надземных пешеходных путей составляет 18 км с более чем 62 мостами. Система называется +15, потому что надземные пешеходные пути системы находятся примерно на высоте 15 футов (примерно 4,5 метра) над уровнем улицы.
- В Эдмонтоне, административном центре провинции Альберта, есть небольшая система подземного города Edmonton Pedway[англ.] связанная с надземной системой Skyway.
- В Галифаксе, административном центре провинции Новая Шотландия, расположена система подземного города Downtown Halifax Link[англ.].
- В Монреале расположена самая обширная система подземного города в мире — RÉSO[англ.]. Протяжённость подземных пешеходных путей системы составляет 32 км, они покрывают более чем 41 городской квартал (около 12 км²). Через систему RÉSO можно получить доступ к многоквартирным домам, отелям, офисам, банкам и университетам, а также к общественным местам, таким как магазины и торговые центры, концертные залы, кинотеатры, спортивный комплекс Белл-центр, музеи, станциям Монреальского метрополитена. Подземный город соединяет 80 % офисных площадей и 35 % коммерческих площадей в центре Монреаля. Туристы часто посещают достопримечательности в подземном городе, которым в среднем пользуются полмиллиона монрельцев в день.
- В Торонто расположена вторая по длине система подземного города в мире PATH (Торонто)[англ.]. Протяжённость подземных пешеходных путей системы составляет более 30 км. Согласно Книге рекордов Гиннеса, PATH является крупнейшим подземным торговым комплексом в мире с 371 600 м² торговых площадей. Подземный город соединяет многие важные здания и достопримечательности в центре города со станциями метрополитена Торонто. PATH ежедневно обслуживает более 100 000 пешеходов.

### Япония

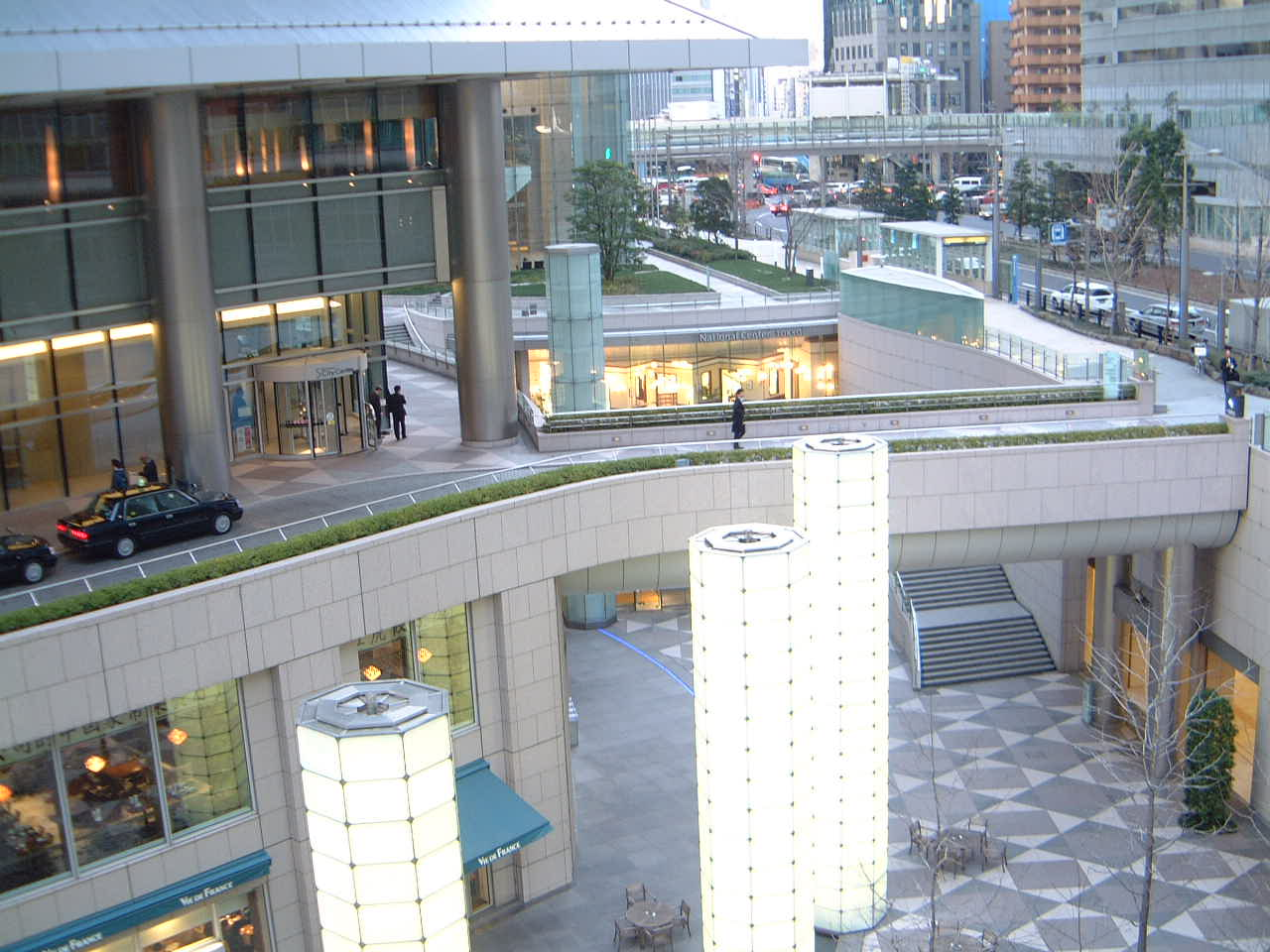
Подземные пешеходные пути под Shiodome City Center в специальном районе Минато, Токио

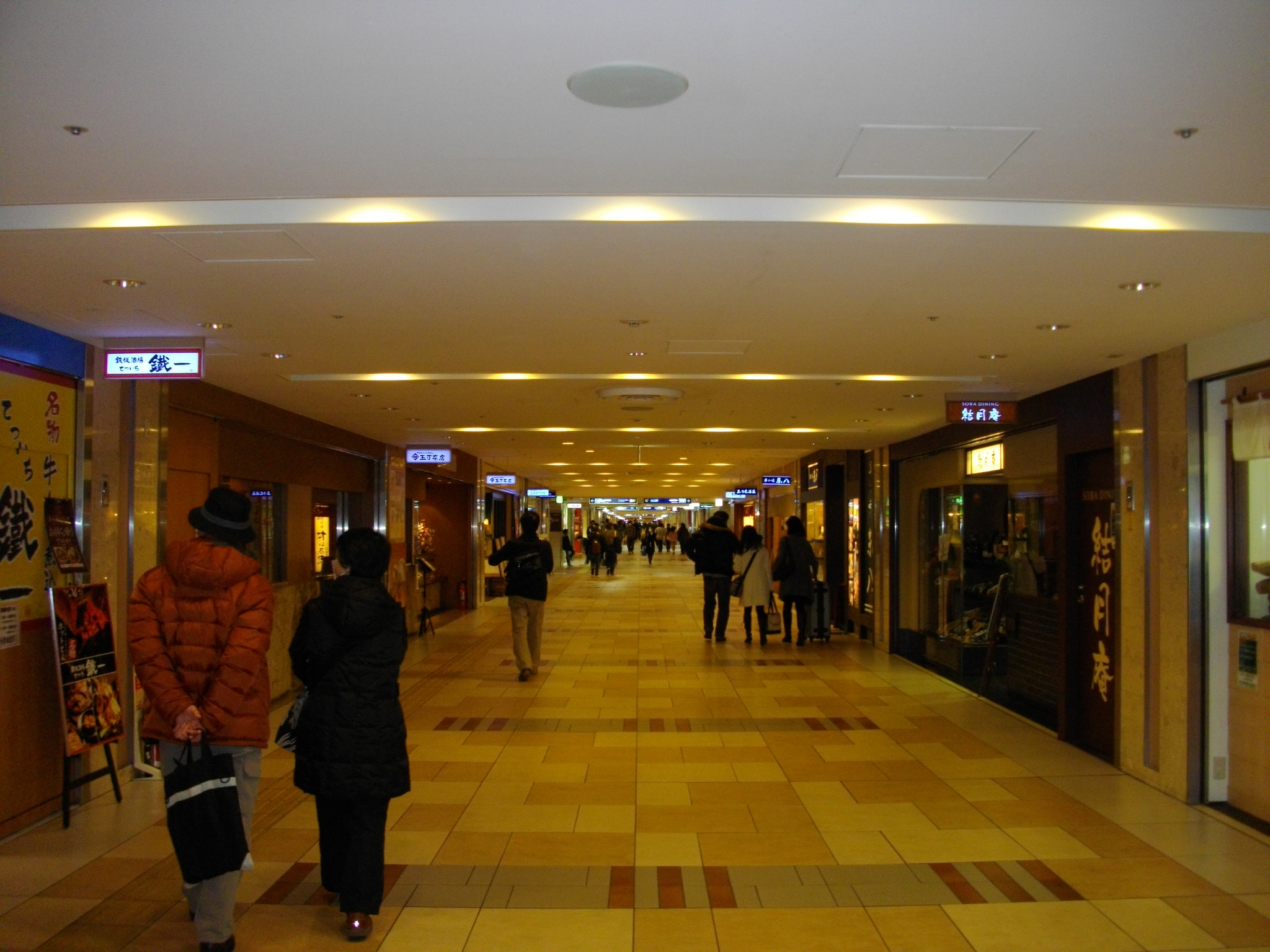
Подземный город Yaesu Chikagai в специальном районе Тюо, Токио

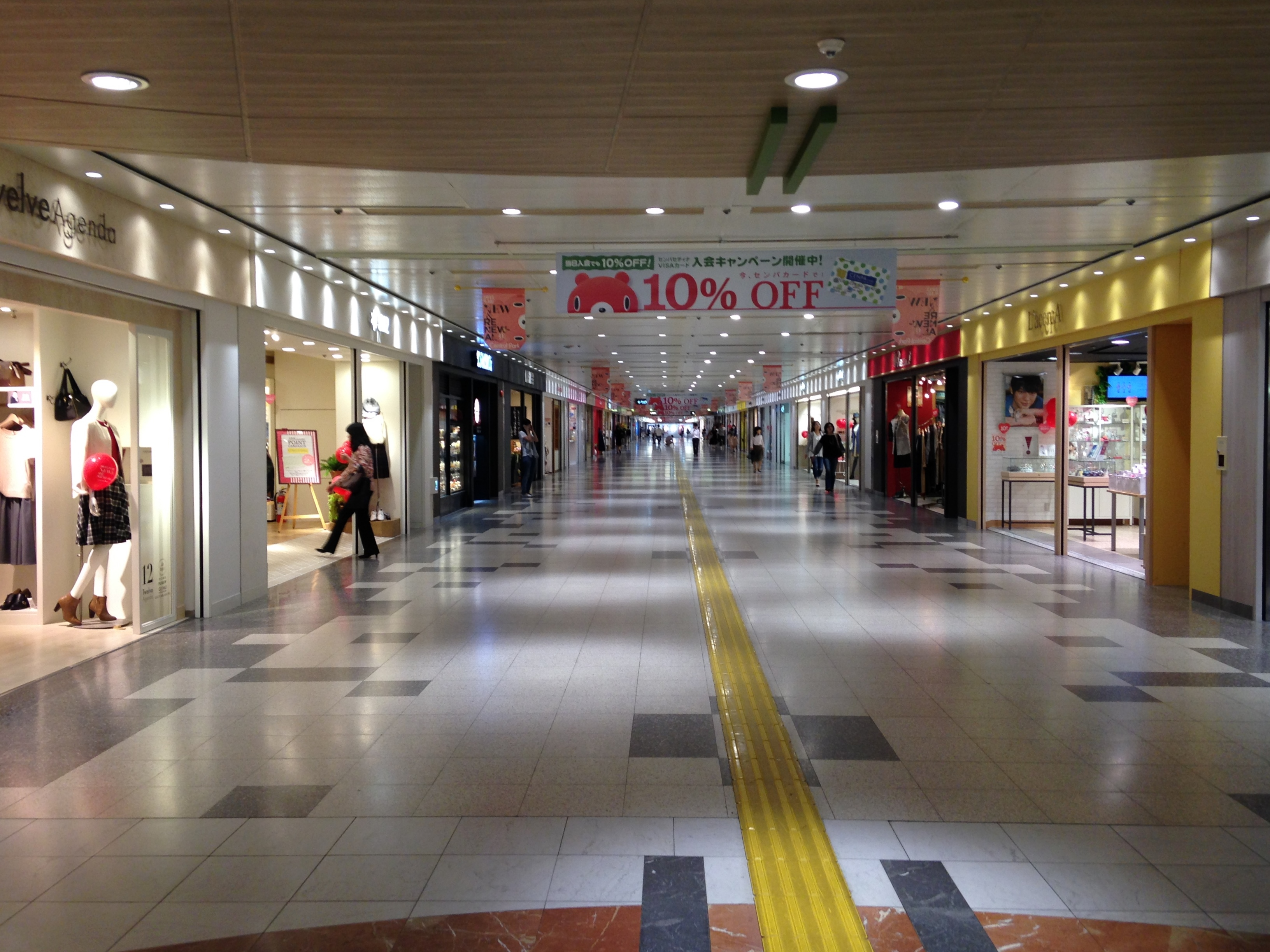
Подземный город Central Park в районе Нака-ку, Нагоя

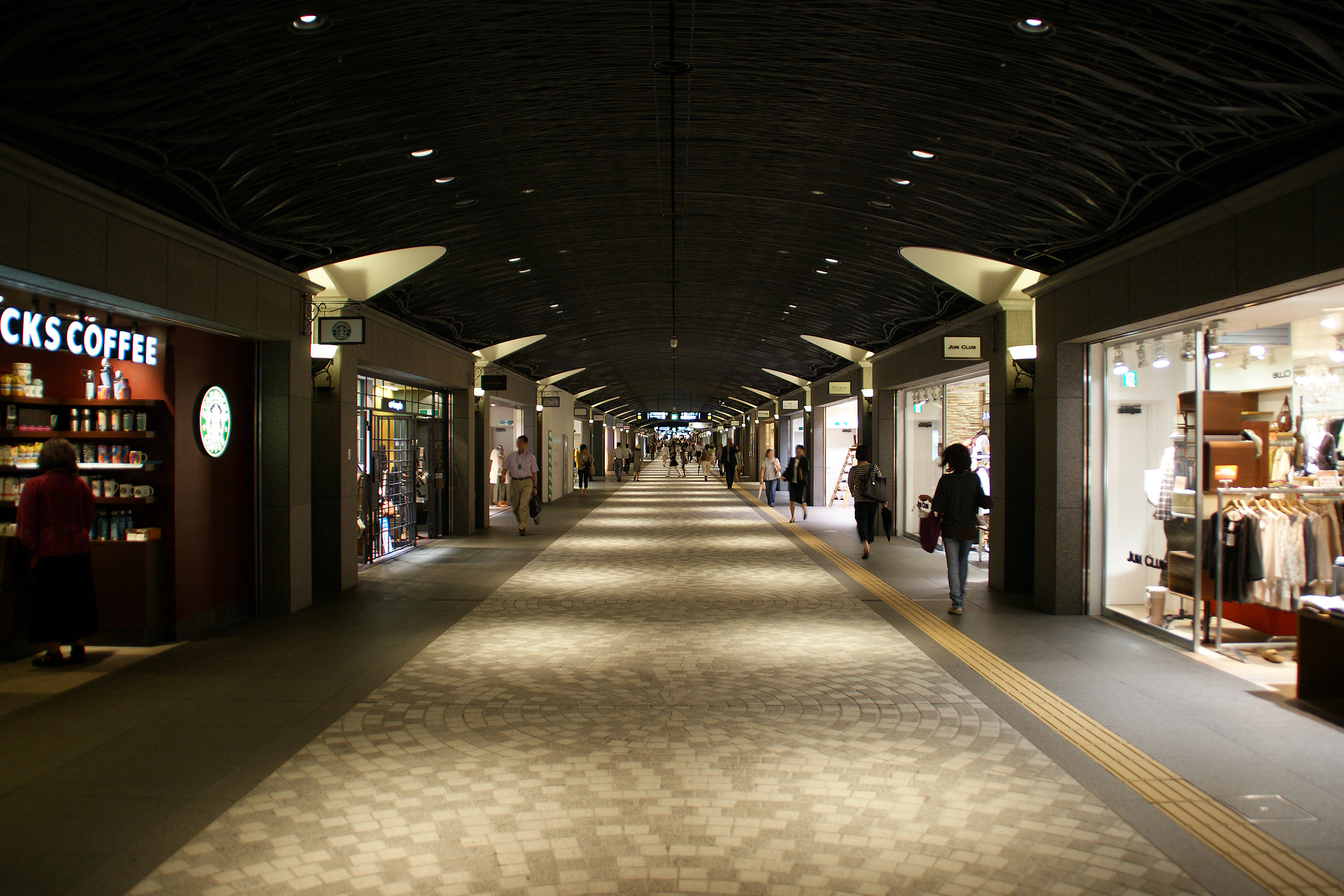
Подземный город Тэндзин (подземный город) в районе Тюо-ку, Фукуока

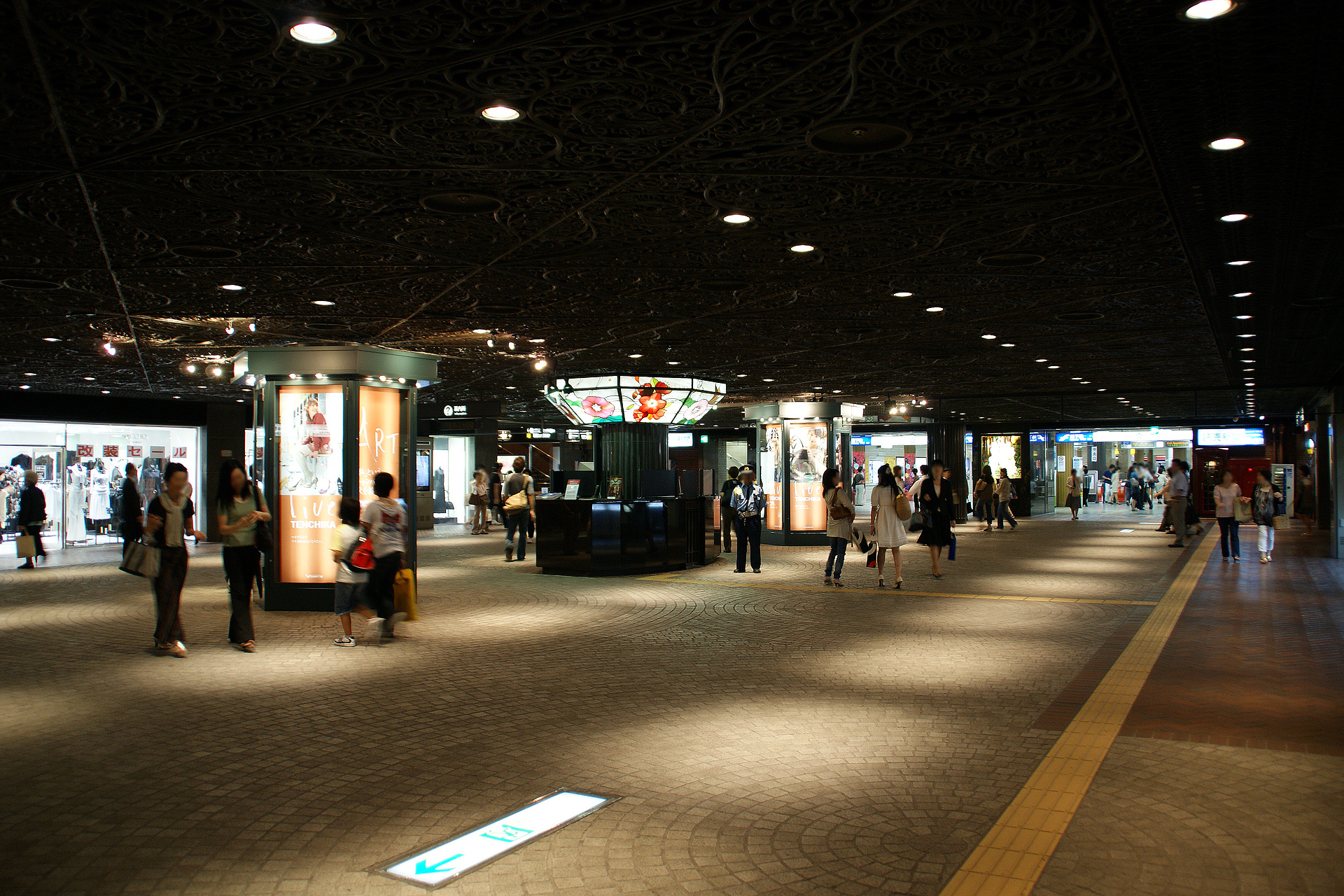
Подземный город Тэндзин (подземный город) в районе Тюо-ку, Фукуока

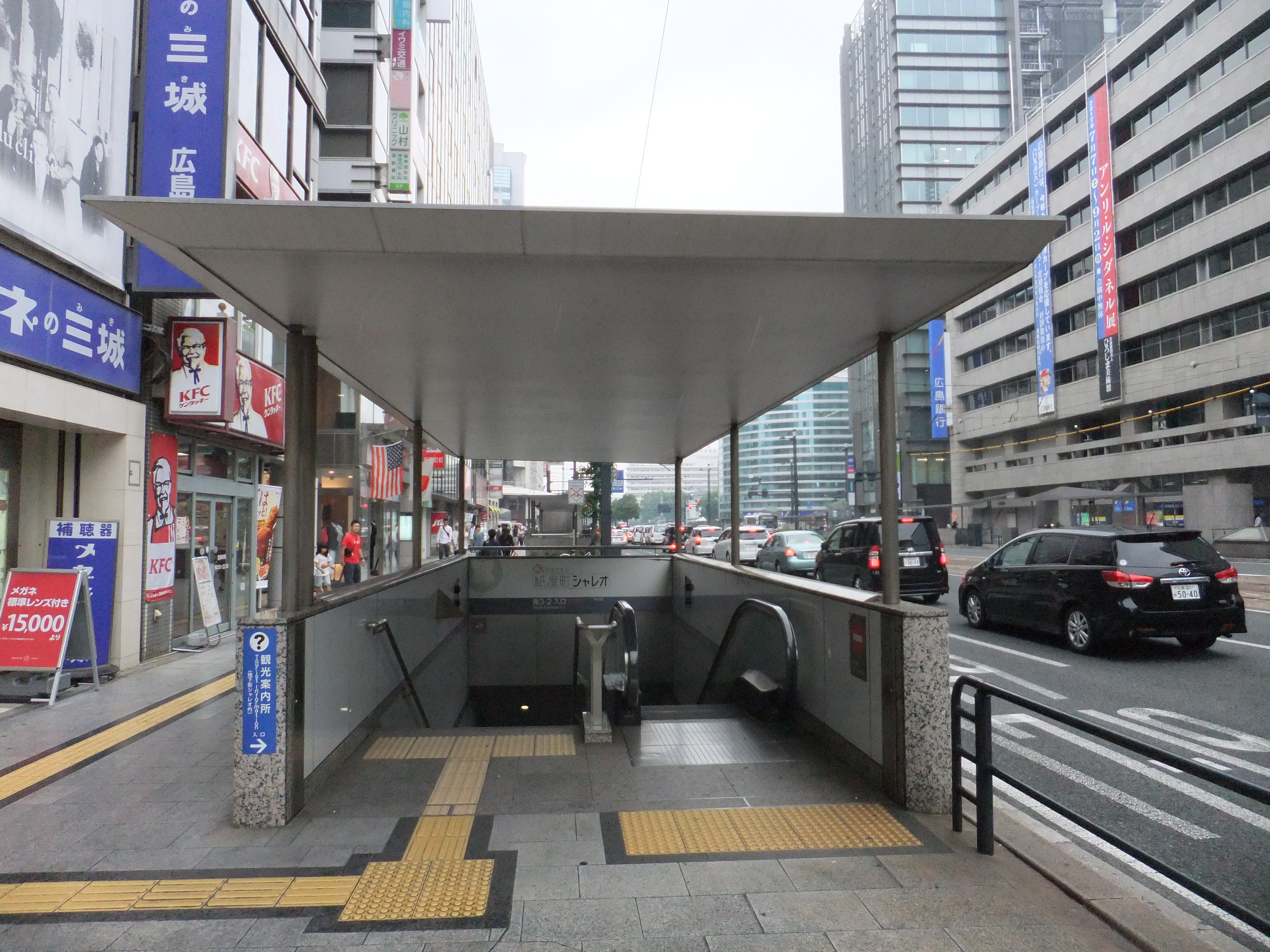
Вход в подземный город Kamiyachō Shareo в районе Нака, Хиросима

Пять крупнейших подземных городов Японии  (яп. 地下街, ちかがい, Тикагаи, подземный торговый центр,  букв. «подземный квартал или подземная улица»):
- CRYSTA NAGAHORI[яп.] в районе Тюо-ку (Осака)[англ.], Осака — 81 765 м²
- Yaesu Chikagai[англ.] в специальном районе Тюо, Токио — 73 253 м²
- Kawasaki Azalea[яп.] в районе Кавасаки-ку[англ.], Кавасаки — 56 704 м²
- Central Park[яп.] в районе Нака-ку[англ.], Нагоя — 55 732 м²
- Тэндзин (подземный город)[яп.] в районе Тюо-ку, Фукуока — 53 300 м²
- Город Осака имеет большое количество подземных пешеходных путей в районе кварталов Умеда (Осака)[англ.], Намба (Осака)[англ.] и Синсайбаси[англ.], в которых только в квартале Умеда насчитывает более 1200 розничных магазинов и ресторанов, а также метро и междугородние железнодорожные станции.
- Проект подземного города Элис-сити
- Линия метро Токио "S принадлежит Токийскому метро (9 линий) и Toei (4 линии), в основном, в пределах 23 специальных районов Токио[что?]. Рядом с центральными районами Токио для пассажиров пригородных поездов существуют пешеходные подземные пути между станциями, которые занимают несколько кварталов. На таких станциях, как Синдзюку и Сибуя, есть подземные торговые центры. Токийская сеть подземных пешеходных путей часто рассматривается как одна из многих особенностей города.
- Подземная часть станции Синдзюку имеет репутацию настолько большой и запутанной, что люди, даже местные японцы, теряются там. На самом деле она имеет настолько плотную подземную сеть туннелей, что они отображается картами Google, так же, как и наземные сети, так что люди могут использовать свои смартфоны для навигации[1].

Полномасштабное строительство подземных городов в Японии началось в 1960-е годы во время высоких темпов экономического роста. В Японии быстро начинают развиваться подземные торговые центры, которые эффективно используют подземное пространство из-за растущих цен на землю в центральных деловых квартал японских городов. В соответствии с японским законодательством, в японских подземных городах есть магазины и пешеходные дорожки под общественными землями, такими как дороги, привокзальные площади и городские парки, а в полуподземных торговых центрах есть магазины с частной землёй и пешеходными дорожками под землёй в общественных местах. Обе подземные зоны частной земли называются подвальными этажами. Кроме того, в японских универмагах зачастую в подземных этажах  (яп. デパ地下 デパちか, Депатика, подземный магазин) располагаются продовольственные магазины. Основной причиной размещения продуктовых магазинов на подземных этажах универмагов является более низкая стоимость воды, газа и электричества, чем на верхних этажах. По данным Министерства земельных ресурсов, инфраструктуры, транспорта и туризма, в 2013 году в Японии насчитывалось 78 подземных торговых центров.